# Varilux
Varilux ist eine Marke von Essilor International, dem weltweit führenden Anbieter von Korrektionsgläsern. Dieser Markenbegriff dient als Bezeichnung des von Bernard Maitenaz erfundenen, ersten Gleitsichtglases zur Korrektion der Alterssichtigkeit. Typisch für das Varilux-Gleitsichtglas ist dessen Fähigkeit, Sehen auf nahe, mittlere und ferne Distanzen zu korrigieren. Die erste Version des Glases wurde 1959 auf den Markt gebracht.

## Geschichte

### Die Idee
Bernard Maitenaz trat in die Fußstapfen seines Vaters und Großvaters und begann 1948 seine berufliche Tätigkeit als Forschungsingenieur bei der Société des Lunetiers (später Essel und heute Essilor), nachdem er zuvor ein Doppelstudium an der École Nationale Supérieure des Arts et Métiers sowie am Institut d’Optique absolviert hatte.
Die Idee zum Gleitsichtglas kam ihm beim Ausprobieren der Bifokalbrille seines Vaters. Die abrupte Wirkungsänderung bei diesen Gläsern schien ihm alles andere als natürlich und er war davon überzeugt, dass es sinnvoller sei, ein Glas zu verwenden, dass das Sehen in der Ferne im oberen Glasbereich, das Sehen auf mittlere Distanzen im zentralen Glasbereich sowie das Nahsehen im unteren Teil des Glases korrigiert.
Am 2. März 1951 hinterlegte Bernard Maitenaz beim französischen Patentamt INPI einen Briefumschlag, der vier Zeichnungen sowie Mechanikdaten enthielt, die die Fertigung eines Gleitsichtglases ermöglichen sollten. Am 25. November 1953 meldete Essel ein erstes Patent für seine Erfindung an.

### Das erste Gleitsichtglas
Den Berechnungen zufolge schien das Gleitsichtglas konzeptuell machbar, musste jedoch noch technisch zur Fertigungsreife gebracht werden. Maitenaz und sein Team hatten damit begonnen, Gleitsichtgläser unter Einsatz unterschiedlichster improvisierter Techniken zu fertigen und bis 1958 hatte Essel maschinelle Anlagen entwickelt, die in der Lage waren, die Gläser in Serie zu fertigen.
Nachdem das Ergebnis im Januar 1959 an 48 Personen getestet worden war, betrug die Zahl der äußerst positiven Reaktionen 5, die Zahl der guten Reaktionen 29, die Zahl der durchschnittlichen Reaktionen 2 und die Zahl der negativen Reaktionen 10.

### Die Marke „Varilux“
Je näher der Produkteinführungstermin heranrückte, desto größer wurde die Zahl der Preisbildungsstrategien. Schließlich sollte die Maitenaz-Erfindung preislich zwischen dem Bifokalglas von Essel, dem Diachrolux, und dessen Dreistärkenglas, dem Trilux, angesiedelt werden. Im Zuge dessen wurde das Gleitsichtglas von Bernard Maitenaz auf den Namen Varilux getauft, der später auch die anderen Produkte prägen sollte. Das Glas wurde im Mai 1959 im Hôtel Lutetia in Paris, Frankreich offiziell eingeführt.

### Internationale Ausdehnung
Nach der Markteinführung von Varilux legte Essel eine Strategie fest, um die Marktpräsenz von Varilux außerhalb Frankreichs zu sichern. Auf der Grundlage zahlreicher Partnerschaften und Vertriebsvereinbarungen wurde das Varilux-Gleitsichtglas in den 1960er Jahren in Holland, Deutschland, Großbritannien sowie in den USA, Kanada, Brasilien und in Japan eingeführt.
Der Absatz der Gläser stieg von 6000 Gläsern 1959 auf 2 Mio. im Jahre 1969. Die Branche hatte in Bezug auf die Gewöhnungszeit an das Gleitsichtglas nach wie vor Bedenken. Maitenaz und sein Team arbeiteten daher unter Nutzung neuer Technologien und Berechnungsmethoden weiter an der Verbesserung der ersten Version, die zu einem neuen Gleitsichtglas mit weniger Abbildungsfehlern und höherem Komfort führte.

### Varilux 2
Anfang 1969 wurde der französische Brillenglasmarkt von zwei Unternehmen beherrscht: Essel und Silor. Wenngleich beide Firmen eigene Innovationen hervorbrachten (Essel mit Varilux und Silor mit dem Kunststoff Orma 1000), zählten sie nicht zu den Hauptakteuren auf dem Weltmarkt. Am 1. Januar 1972 schlossen sich Essel und Silor zu Essilor zusammen.
Im Zuge des Firmenzusammenschlusses führte Essilor Varilux 2 europaweit ein, das optimiertes Design mit geringerem Glasgewicht vereinte und damit einen höheren Gesamtkomfort bot. Im Vergleich zum ersten Produkt gilt Varilux 2 als bedeutende Verbesserung.

### Eine neue Varilux-Generation
Mit neuen Technologien und Fertigungsprozessen entwickelte die Forschungsabteilung 1988 das Varilux Multi-Design bzw. VMD. Das Multi-Design-Konzept ist die erste Stufe zur Personalisierung des Gleitsichtglases, es sieht für jede Altersklasse des presbyopen Brillenträgers ein spezifisches optimales Design vor. Bis zum Ende des Jahrzehnts sollte Essilor zum weltweit führenden Hersteller augenoptischer Produkte avancieren.
1993 wurde Varilux Comfort auf den Markt gebracht und es entwickelte sich zum meistverkauften Gleitsichtglas der Welt. Varilux Comfort verkörperte ein grundsätzlich neues Konzept des Gleitsichtglases, es war das erste progressive Brillenglas, das die Vorteile eines „harten“ Designs (Typ Varilux) und eines „weichen“ Designs (Typ Varilux 2) vereinigte. Die von Essilor erarbeiteten neuen Schleifbearbeitungstechniken brachten eine spürbar kürzere Gewöhnungszeit gegenüber den früheren Gleitsichtgläsern und vermittelten komfortables Sehen unabhängig von der Körperhaltung des Trägers.
Im 21. Jahrhundert führte Essilor die Produkte Varilux Panamic (2002), Varilux Ellipse (2004), Varilux Physio (2006) sowie Varilux Ipseo (2008) ein.

## Forschung und Entwicklung
Das Forschungs- und Entwicklungsteam von Essilor beschäftigt 500 Wissenschaftler an vier Standorten:  Frankreich, Japan, Singapur und Nordamerika.
Das Essilor F&E-Team entwickelt durchschnittlich 100 neue Patente pro Jahr, die zu den 2600 Patenten hinzukommen.
Im Laufe der Jahre baute Essilor außerdem ein internationales Netzwerk von Partnern auf, namentlich Universitäten, Industriekonzernen und mittelständische Unternehmen, wie PPG Industries (Entwickler von Transitions) und Nikon.

### Der Design-Loop
Mit der Einführung von Varilux Comfort im Jahre 1993 entwickelte Essilor die Design-Loop-Methode, die die Beurteilung der Zufriedenheit des Brillenträgers ermöglicht: Diese Methodik beinhaltet einen Iterations-Prozess, der solange fortgesetzt wird, bis ein für den Brillenträger akzeptables Ergebnis erzielt ist. Der Design-Loop gliedert sich in fünf Phasen:
- Erfassung der physiologischen Daten des Brillenträgers
- optisches Design
- Entwicklung von Glasprototypen
- Messkontrollen
- klinische Tests.

### Virtuelle Realität
Die Essilor-Forschungsabteilung konzentriert sich primär auf die jeweiligen Fortschritte zweier komplementärer Fachgebiete, Optik und Physiologie, unter spezieller Nutzung der virtuellen Realität. Dabei ermöglicht ein Simulationstool multisensorische Wahrnehmungen und Interaktionen im 3D-Modus. Somit erschließt die virtuelle Realität Potenziale in der augenoptischen Forschung und ermöglicht es, das Design leistungsfähigerer Brillengläser zu beeinflussen.
Heute setzen die Wissenschaftler ein virtuelles Visualisierungssystem mit Algorithmen und Modellierung ein, das von Essilor zur Erforschung neuer optischer Lösungen entwickelt wurde, die dann direkt an den Trägern getestet werden können. Dieser Simulator ermöglicht es, die optischen Eigenschaften der getesteten Gläser zu verändern, die optischen Wirkungen zu analysieren und die Trägerzufriedenheit sofort zu beurteilen. Dabei zeichnet ein Magnetsensor die Kopfbewegungen und die Bilder eines Probanden auf, die den genauen Blickpunkt der Augen 120-mal pro Sekunde zeigen. Nach der Testphase werden die Ergebnisse zur Feinabstimmung der Gläser-Performance herangezogen.
Im Jahre 2008 wurde Varilux Ipseo New Edition unter Einsatz des Virtual-Reality-Systems von Essilor entwickelt.

### Varilux Experience
Im gleichen Jahr entwickelte Essilor Varilux Experience, ein virtuelles Simulationskonzept, das verschiedene optische Lösungen für Alterssichtige zum Einsatz bringt.
Varilux Experience demonstriert die zur Fertigung der Varilux-Gleitsichtgläser genutzten Technologien, die denen in Forschungslaboren angewandten sehr ähnlich sind. Damit gelangen Augenoptiker und deren alterssichtige Kunden in den Genuss einer effektiven Kommunikationshilfe.
In einem 3D-Filmtheater werden die Zuschauer, die Polarisationsbrillen tragen, in die Lage eines jungen, presbyopen Mannes versetzt. Schritt für Schritt erlebt dieser das Sehen mit Einstärken- und Zweistärkengläsern, dann mit Standard-Gleitsichtgläsern und schließlich mit Varilux-Gleitsichtgläsern.
Varilux Experience wurde anlässlich des 50. Geburtstags von Varilux im Rahmen der optischen Fachmesse SILMO erstmals vorgestellt, die in der Zeit vom 30. Oktober bis zum 2. November 2008 im Messezentrum Paris Port de Versailles stattfand.

## Varilux-Designs

### 1959: Varilux
Als erstes Gleitsichtglas vermittelte Varilux dem alterssichtigen Brillenträger komfortables Sehen in jede Entfernung.

### 1972: Varilux 2
Der Zusammenschluss von Essel und Silor zur Essilor-Gruppe beeinflusste die Entwicklung des Varilux 2 maßgeblich. Dieses Gleitsichtglas bot höheren Komfort und leichtere Gewöhnung. Prozesstechnische Verbesserungen ermöglichen eine stete Verbesserung der Glasqualität.

### 1988: Varilux Multi-Design
Das Varilux Multi-Design stellte eine Neuerung bei höheren Rezeptwerten dar, da es die Möglichkeit bot, die Breite des Nahblickfelds unabhängig vom Additionswert beizubehalten.

### 1993: Varilux Comfort
Als das meistverkaufte Gleitsichtglas der Essilor-Gruppe war Varilux Comfort Gegenstand mehrerer Studien. Bei seinem Design fanden ergonomische Sehkriterien erstmals Berücksichtigung. Dieser Fortschritt führte zu einer rascheren Gewöhnung sowie zu erhöhtem Haltungskomfort für den Brillenträger.
Von Bedeutung ist außerdem, dass das Varilux Comfort die Einführung der Design-Loop-Methode markiert hat – einem Forschungstool, das die Beurteilung der Trägerzufriedenheit ermöglicht. Diese Methodik wird bis heute eingesetzt.

### 2000: Varilux Panamic
Das Varilux Panamic-Gleitsichtglas beruht auf dem sogenannten globalen Designmanagement; einer Technologie, die die Parameter des zentralen, peripheren und binokularen Sehens unter Kontrolle bringt. Daher bietet es breitere Sehfelder und sorgt für eine mühelosere Gewöhnung.

### 2004: Varilux Ellipse
Mit Varilux Ellipse hat der presbyope Träger die Möglichkeit, kleinrandige Brillenfassungen bei gleichzeitigem exzellentem Sehkomfort zu wählen.

### 2006: Varilux Physio
Kennzeichnend für das Gleitsichtglas Varilux Physio ist eine Verbesserung des Kontrastsehens um 30 % sowie breitere Sehfelder. Seiner Leistung liegt eine patentierte Innovation zugrunde, die sog. W.A.V.E-Technology – eine Kombination aus Wavefront-Management-System (berechnet die optische Zielfunktion unter Einsatz der Wellenfront) und Advanced Digital Surfacing (Punkt für Punkt Bearbeitung und Abstimmung der Fläche).
Das Gleitsichtglas ist außerdem als Varilux Physio f-360° lieferbar, welches persönliche Tragebedingungen berücksichtigt und damit auf die Sehanforderungen des Trägers abgestimmt ist.

### 2008: Varilux Ipseo New Edition und Varilux Experience
Das Varilux Ipseo New Edition ist das erste Gleitsichtglas, das in einem virtuellen Simulator entwickelt und erprobt wurde. Zusätzlich zu den Trageparametern berücksichtigt Varilux Ipseo das persönliche Sehverhalten des Trägers. Gemessen werden diese Parameter mit Visioffice, dem ersten integrierten Anpass- und Beratungssystem, das flexibel einsetzbare Funktionen für das gesamte Verkaufsgespräch beinhaltet. Im gleichen Jahr entwickelt Essilor mit Varilux Experience ein virtuelles Simulationskonzept, das verschiedene optische Lösungen für Alterssichtige zum Einsatz bringt.

### Varilux Activity
Die Gleitsichtgläser Varilux Activity berücksichtigen die besonderen Sehanforderungen bei der Arbeit, beim Sport und in der Freizeit. So ist Varilux SunMax Sport beispielsweise speziell für Sportler entworfen.

### 2012: Varilux S series
Mittels der NanoptixTM-Technologie wird das Brillenglas in winzige Segmenten unterteilt, was zu einer ausbalancierten Sicht auch in Bewegung führt.

### 2014: Varilux E series
Komplexe Technologien reduzieren die Schwimmeffekte und erleichtern so die Gewöhnung.

### 2017: Varilux X series
Der Nahsehbereich wurde neu gestaltet, so dass der Durchblickspunkt für die Armlängendistanz spontan gefunden wird.